# 29. ceremonia wręczenia Cezarów
29. ceremonia wręczenia francuskich nagród filmowych Cezarów za rok 2003 odbyła się 21 lutego 2004 w Théâtre du Châtelet w Paryżu.
Galę wręczenia nagród prowadził Gad Elmaleh.

## Laureaci i nominowani
| Najlepszy film - Inwazja barbarzyńców - Bon Voyage - Tylko nie w usta - Uczucia - Trio z Belleville | Najlepszy reżyser - Denys Arcand – Inwazja barbarzyńców - Jean-Paul Rappeneau – Bon Voyage - Alain Resnais – Tylko nie w usta - Claude Miller – Mała Lili - Lucas Belvaux – Po życiu, Wspaniała para i Zbieg                             |                                                             |
| Najlepszy aktor - Omar Sharif – Pan Ibrahim i kwiaty Koranu - Daniel Auteuil – Męskie sprawy - Jean-Pierre Bacri – Uczucia - Gad Elmaleh – Kociak - Bruno Todeschini – Jego brat                                                                                               | Najlepsza aktorka - Sylvie Testud – Bojaźń i drżenie - Josiane Balasko – Tamta kobieta - Nathalie Baye – Uczucia - Isabelle Carré – Uczucia - Charlotte Rampling – Basen                                                                 |                                                             |
| Najlepszy aktor drugoplanowy - Darry Cowl – Tylko nie w usta - Yvan Attal – Bon Voyage - Clovis Cornillac – Z tygodnia na tydzień - Marc Lavoine – Serce mężczyzny - Jean-Pierre Marielle – Mała Lili                                                                          | Najlepsza aktorka drugoplanowa - Julie Depardieu – Mała Lili - Judith Godrèche – France Boutique - Isabelle Nanty – Tylko nie w usta - Géraldine Pailhas – Koszty życia - Ludivine Sagnier – Basen                                       |                                                             |
| Najbardziej obiecujący aktor - Gregori Derangère – Bon Voyage - Nicolas Duvauchelle – Niecierpliwe ciała - Pascal Elbé – Ojciec i synowie - Grégoire Leprince-Ringuet – Zabłąkani - Gaspard Ulliel – Zabłąkani                                                                 | Najbardziej obiecująca aktorka - Julie Depardieu – Mała Lili - Marie-Josée Croze – Inwazja barbarzyńców - Dinara Drukarova – Kiedy Otar odszedł - Sophie Quinton – Kto zabił Bambi? - Laura Smet – Niecierpliwe ciała                    |                                                             |
| Najlepszy scenariusz - Inwazja barbarzyńców – Denys Arcand - Bon Voyage – Jean-Paul Rappeneau i Patrick Modiano - Kiedy Otar odszedł – Julie Bertuccelli, Roger Bohbot i Bernard Renucci - Bojaźń i drżenie – Alain Corneau - Po życiu, Wspaniała para i Zbieg – Lucas Belvaux | Najlepszy film z Unii Europejskiej - Good bye, Lenin!, reż. Wolfgang Becker - Dogville, reż. Lars von Trier - Nasze najlepsze lata, reż. Marco Tullio Giordana - Respiro, reż. Emanuele Crialese - Siostry magdalenki, reż. Peter Mullan |                                                             |
| Najlepszy film debiutancki - Kiedy Otar odszedł, reż. Julie Bertuccelli - Łatwiej wielbłądowi..., reż. Valeria Bruni Tedeschi - Ojciec i synowie, reż. Michel Boujenah - Kto zabił Bambi?, reż. Gilles Marchand - Trio z Belleville, reż. Sylvain Chomet                       | Najlepsze zdjęcia - Thierry Arbogast – Bon Voyage - Agnès Godard – Zabłąkani - Pierre Aïm – Monsieur N. |                                                             |
| Najlepszy montaż - Danielle Anezin, Valérie Loiseleux i Ludo Troch – Po życiu, Wspaniała para i Zbieg - Maryline Monthieux – Bon Voyage - Hervé de Luze – Tylko nie w usta | Najlepszy dźwięk - Jean-Marie Blondel, Gérard Hardy i Gérard Lamps – Tylko nie w usta - Pierre Gamet, Jean Goudier i Dominique Hennequin – Bon Voyage - Olivier Goinard, Jean-Pierre Laforce i Jean-Paul Mugel – Zabłąkani               |                                                             |
| Najlepsza muzyka - Benoît Charest – Trio z Belleville - Gabriel Yared – Bon Voyage - Stephan Eicher – Monsieur N. - Bruno Fontaine – Tylko nie w usta | Najlepsze kostiumy - Jackie Stephens Budin – Tylko nie w usta - Catherine Leterrier – Bon Voyage - Carine Sarfati – Monsieur N. |                                                             |
| Najlepsza scenografia - Catherine Leterrier i Jacques Rouxel – Bon Voyage - Patrick Durand – Monsieur N. - Jacques Saulnier – Tylko nie w usta | Najlepszy film krótkometrażowy - L'Homme sans tête - La Chatte andalouse - J'attendrai le suivant - Pacotille |                                                             |
| Najlepszy film zagraniczny - Rzeka tajemnic, reż. Clint Eastwood - Słoń, reż. Gus Van Sant - Gangi Nowego Jorku, reż. Martin Scorsese - Powrót, reż. Andriej Zwiagincew - Godziny, reż. Stephen Daldry                                                                         | Cezar Honorowy za całokształt twórczości - Micheline Presle | Cezar Honorowy za całokształt twórczości - Micheline Presle |